# Gouverneur von Virginia

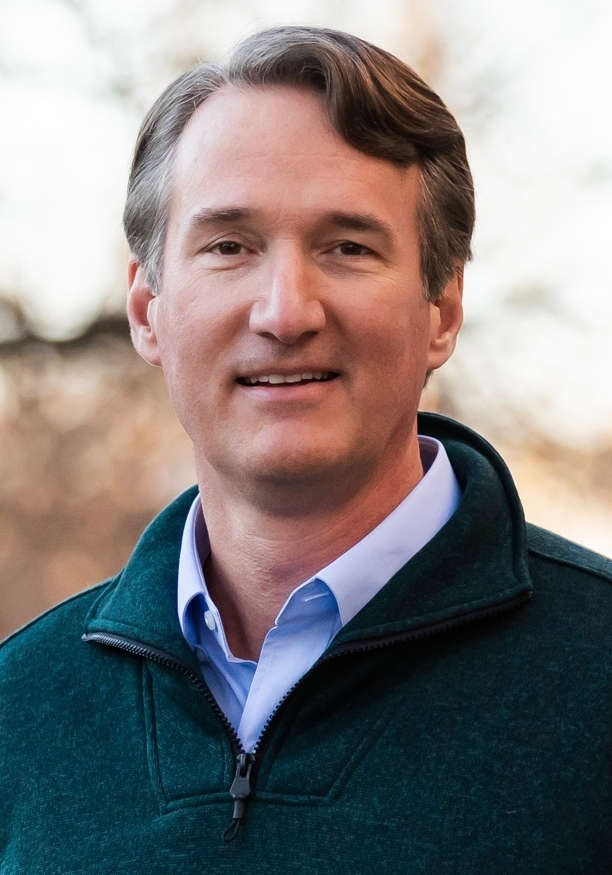
Gouverneur Glenn Youngkin

Der Gouverneur von Virginia (Governor of Virginia) ist der Regierungschef des US-Bundesstaates Virginia. Amtsinhaber ist seit Januar 2022 der Republikaner Glenn Youngkin. 

## Wahl
Der Gouverneur wird auf vier Jahre unmittelbar vom Volk gewählt. Wählbar sind Bürger der Vereinigten Staaten, die seit mindestens fünf Jahren in Virginia wohnhaft sind und mindestens 30 Jahre alt sind. Virginia ist (Stand 2014) der einzige Bundesstaat, in dem eine unmittelbare Wiederwahl des Gouverneurs ausgeschlossen ist.

## Rechte und Pflichten
- Der Gouverneur muss am Sitz der Regierung von Virginia wohnen.
- In jeder ordentlichen Sitzungsperiode muss er dem Staatsparlament, der Virginia General Assembly, in Form der State of the State Address Bericht erstatten. Er kann das Parlament zu außerordentlichen Sitzungen einberufen und muss dies tun, wenn eine Zweidrittelmehrheit der beiden Häuser des Parlaments dies verlangt.
- Der Gouverneur hat für die Ausführung der Gesetzes Sorge zu tragen.

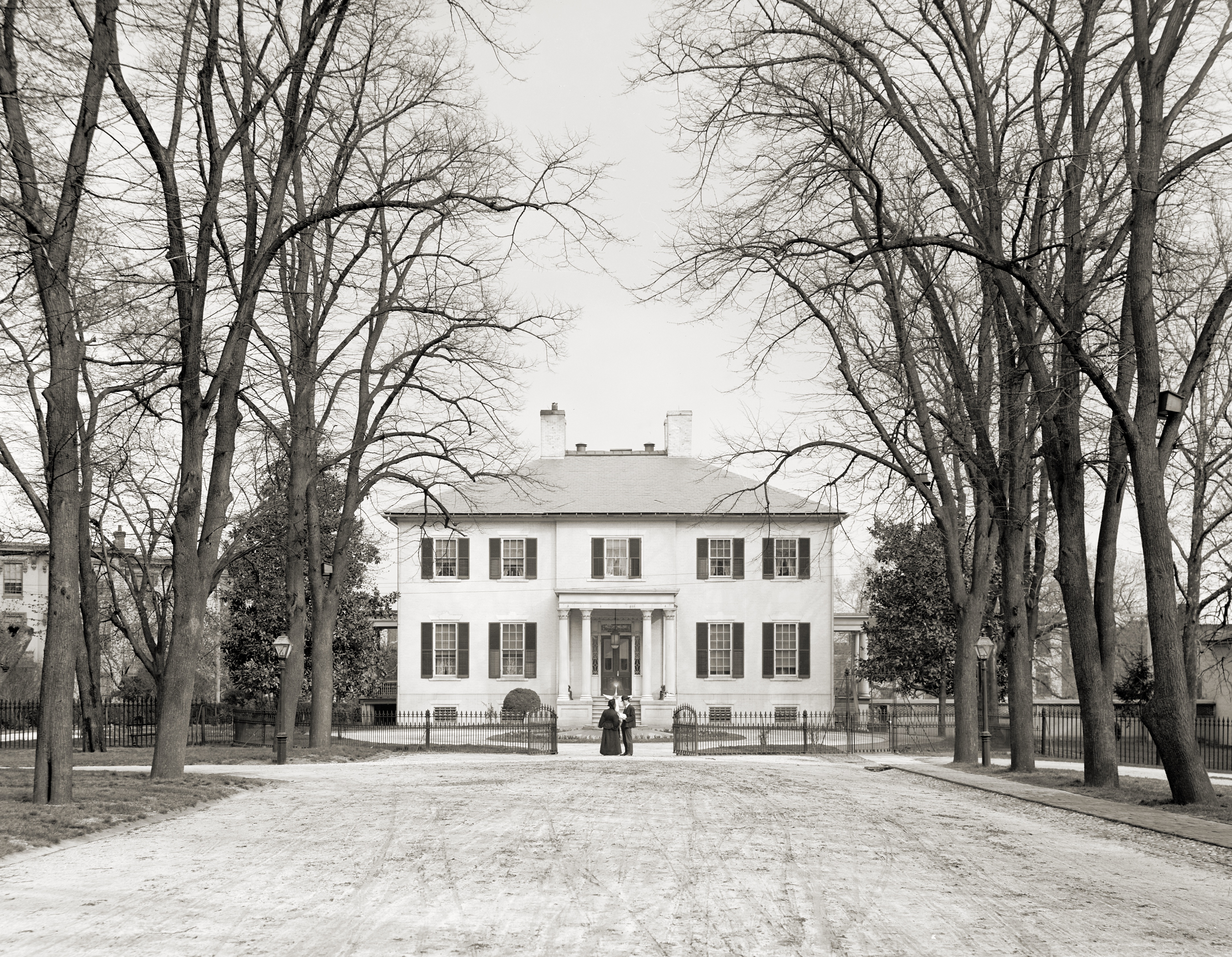
The Governor’s Mansion in Virginia (1905)

- Der Gouverneur erhält einen Jahressold von 135.000 US-Dollar.
- Der Gouverneur hat hinsichtlich der Gesetzgebung das Recht, Empfehlungen an das Parlament zu richten.
- Der Gouverneur hat ein Vetorecht. Alle Gesetzesbeschlüsse müssen dem Gouverneur vorgelegt werden, bevor sie Gesetz werden. Der Gouverneur kann das Gesetz unterzeichnen oder sieben Tage ununterzeichnet lassen, bis es Gesetz wird, oder Einspruch einlegen. Das Veto wird unwirksam, wenn das Parlament mit Zweidrittelmehrheit in den beiden Häusern dies beschließt.
- Der Gouverneur hat ferner das Recht zu einem mit Empfehlungen und Änderungswünschen verknüpften Veto (Line-Item-Veto). Das Parlament muss in diesem Fall entweder die Änderungen mit Mehrheit in beiden Häusern annehmen oder mit Zweidrittelmehrheit in beiden Häusern das Veto zurückweisen.
- Der Gouverneur trägt als Oberbefehlshaber der Nationalgarde von Virginia Verantwortung für die Sicherheit des Staates.
- Der Gouverneur vertritt Virginia gegenüber anderen Bundesstaaten und fremden Mächten.
- Der Gouverneur kann Ernennungen auf vakante Stellen vornehmen, bis das Parlament die Stellen besetzt.
- Der Gouverneur kann Bußen oder Strafen mildern oder Begnadigungen aussprechen. Der Gouverneur darf auch das Stimmrecht wiederherstellen oder andere die staatsbürgerlichen Rechte betreffenden Strafen aufheben.

## Geschichte
Das Amt des Gouverneurs von Virginia geht zurück auf die erste dauerhafte englische Besiedlung Amerikas, Jamestown. Die Virginia Company of London setzte zur Ausübung der Regierung einen in London ansässigen Rat ein, dessen Präsident als Gouverneur diente. Nominell war Thomas Smith erster Präsident des Rates, der jedoch niemals England verließ. Edward Maria Wingfield war der erste ortsansässige Präsident des Rates und damit der erste, der tatsächlich die Regierungsgewalt über Virginia ausübte. Die Virginia Company schaffte den Rat am 23. Mai 1609 ab und ersetzte ihn durch einen Gouverneur, John Smith.
Die englische Monarchie übernahm 1624 die Herrschaft über Kolonie Virginia von der Virginia Company und machte das Land zur Kronkolonie. Die von der Krone ernannten Gouverneure residierten zumeist in England, so dass sein ortsansässiger Stellvertreter (Deputy Governor oder Lieutenant Governor) tatsächlich die Macht ausübte. Während der Herrschaft Oliver Cromwells wurde der Gouverneur von der englischen Republik ernannt.
Virginia wurde während der Amerikanischen Revolution unabhängig, mit Patrick Henry als erstem Gouverneur. Der Gouverneur wurde bis 1851 vom Staatsparlament gewählt und seitdem unmittelbar vom Volk. Während des Bürgerkrieges war Francis Harrison Pierpont Gouverneur der von der Union kontrollierten Teile des Staates. Pierpont diente auch als von der Bundesregierung ernannter vorläufiger Gouverneur in der Phase der Reconstruction.
Nach Wiedererlangen des Rechts zur Selbstregierung im Jahr 1874 wählte Virginia James Lawson Kemper zum Gouverneur. Erster republikanischer Gouverneur seit der Reconstruction war ab 1969 A. Linwood Holton.

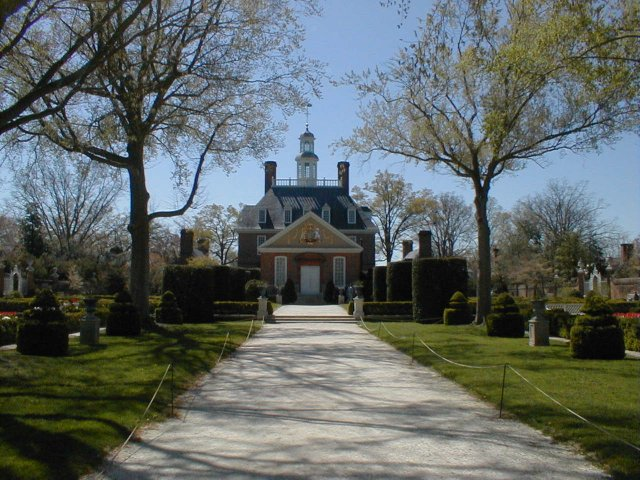
Der Gouverneurspalast aus der Kolonialzeit in Williamsburg

Douglas Wilder wurde 1990 der erste gewählte und (nach P. B. S. Pinchback insgesamt zweite) afroamerikanische Gouverneur eines Bundesstaates.
Seit 1851 werden die Gouverneurswahlen in Virginia im Gegensatz zu anderen Bundesstaaten in solchen Jahren abgehalten, in denen keine nationalen Wahlen (Präsident, Senat, Repräsentantenhaus) stattfinden, nämlich jeweils ein Jahr nach den Präsidentenwahlen (2021, 2025, 2029 usw.). Dieser Umstand sowie der Ausschluss der unmittelbaren Wiederwahl werden als Gründe für die geringe Wahlbeteiligung angeführt.
Tim Kaine, Gouverneur von 2006 bis 2010, wurde am 14. Januar 2006 in sein Amt eingeführt. Wegen der Renovierung des Virginia State Capitol in Richmond fand die Amtseinführung zum ersten Mal seit der Amtseinführung von Thomas Jefferson 1779 in Williamsburg statt.

## Anrede
Der Gouverneur von Virginia wird formell als His Excellency angesprochen, nicht wie die Gouverneure der meisten anderen Bundesstaaten als The Honorable.